# Salicylsäurehexylester
Salicylsäurehexylester ist eine chemische Verbindung aus der Gruppe der substituierten Carbonsäureester.

## Gewinnung und Darstellung
Salicylsäurehexylester kann durch Methylsalicylataustausch mit n-Hexanol unter Verwendung eines Natriummethoxylat-Katalysators gewonnen werden.

## Eigenschaften
Salicylsäurehexylester ist eine brennbare, schwer entzündbare, farblose Flüssigkeit, die praktisch unlöslich in Wasser ist.

## Verwendung
Salicylsäurehexylester wird als Aromastoff in Insektenvertreibungsmitteln und Waschmitteln verwendet. Daneben ist die Verbindung als Futtermittelzusatzstoff zugelassen. Die Verbindung wird seit den 1940er Jahren eingesetzt.

## Risikobewertung
Salicylsäurehexylester wurde 2012 von der EU gemäß der Verordnung (EG) Nr. 1907/2006 (REACH) im Rahmen der Stoffbewertung in den fortlaufenden Aktionsplan der Gemeinschaft (CoRAP) aufgenommen. Hierbei werden die Auswirkungen des Stoffs auf die menschliche Gesundheit bzw. die Umwelt neu bewertet und ggf. Folgemaßnahmen eingeleitet. Ursächlich für die Aufnahme von Salicylsäurehexylester waren die Besorgnisse bezüglich Verbraucherverwendung, hoher (aggregierter) Tonnage, hohes Risikoverhältnis (Risk Characterisation Ratio, RCR) und weit verbreiteter Verwendung sowie der Gefahren ausgehend von einer möglichen Zuordnung zur Gruppe der CMR-Stoffe. Die Neubewertung fand ab 2012 statt und wurde von den Niederlanden durchgeführt. Anschließend wurde ein Abschlussbericht veröffentlicht.